# تسريب موريشيوس
تسريب موريشيوس (بالإنجليزية: Mauritius Leaks) يشير إلى تقرير وتحقيق صحافي صادر عن الاتحاد الدولي للمحققين الصحفيين في عام 2019 حول كيف تحولت المستعمرة الفرنسية السابقة موريشيوس نفسها إلى مركز مالي مزدهر وملاذ ضريبي. قام أحد المخبرين بتسريب المستندات من مكتب محاماة في موريشيوس إلى صحفيي التحقيق، مما وفر نظرة ثاقبة ومهمة حول كيفية تجنب الشركات متعددة الجنسيات دفع الضرائب عند قيامها بأعمال تجارية في إفريقيا والشرق الأوسط وآسيا.

## محتويات التسريب
اعتُبر التقرير كدليل على أن القوانين في بلد موريشيوس تساعد الشركات على تجنب الضرائب على الصعيد العالمي، بما في ذلك الأعمال في القارة الأفريقية، مما أدي إلى خسارة مليارات الدولارات سنويًا بسبب شبكة معقدة من المعاهدات الضريبية وحيل الشركات.
من قلب تحقيق الاتحاد الدولي للمحققين الصحفيين، كان مكتب محاماة كونيرز ديلل وبيرمان يملك مكاتب في برمودا وهونغ كونغ وجزر كايمان وموريشيوس. تم إرسال أكثر من 200.000 وثيقة قانونية مسربة إلى مجهولي الهوية، مما كشف عمليات التهرب الضريبي.
شمل مشروع الصحافة الاستقصائية بمساعدة منظمة العفو الدولية 54 مراسلاً من 18 دولة حول العالم يقومون بالتنسيق عبر الإنترنت على مدار عدة أشهر في مساحة عمل مشفرة بناها المركز الدولي للصحفيين.
بناءً على عدد كبير من السجلات منذ أوائل التسعينيات، كشف التحقيق عن كيفية تحويل النظام المالي القائم على الجزيرة عائدات الضرائب من الدول الفقيرة إلى الشركات الغربية من خلال «معاهدات ضريبية» مع 46 دولة معظمها من أفقر دول العالم، بما فيها دول نيجيريا والهند. فقًا لكونيرز تم الحصول على الأوراق السرية «بطريقة غير مشروعة».
في يناير 2019 أصلحت موريشيوس قوانين الضرائب التي تحكم قطاعها الخارجي بعد سنوات من الشكاوى من شركائها في المعاهدات وتحت ضغط من المؤسسات الدولية.
الشركات المذكورة في تسريب موريشيوس كانت من بين شركات أخرى مثل أيركاستل وبيغاسوس كابيتال أدفيسورز وشركة 8 مايلز، وهي شركة أسهم خاصة أنشأها حملة لايف أيد والمغني الإيرلندي بوب جيلدوف بهدف تحقيق أرباح من خلال شراء حصص في شركات أفريقية.